# Stegastein

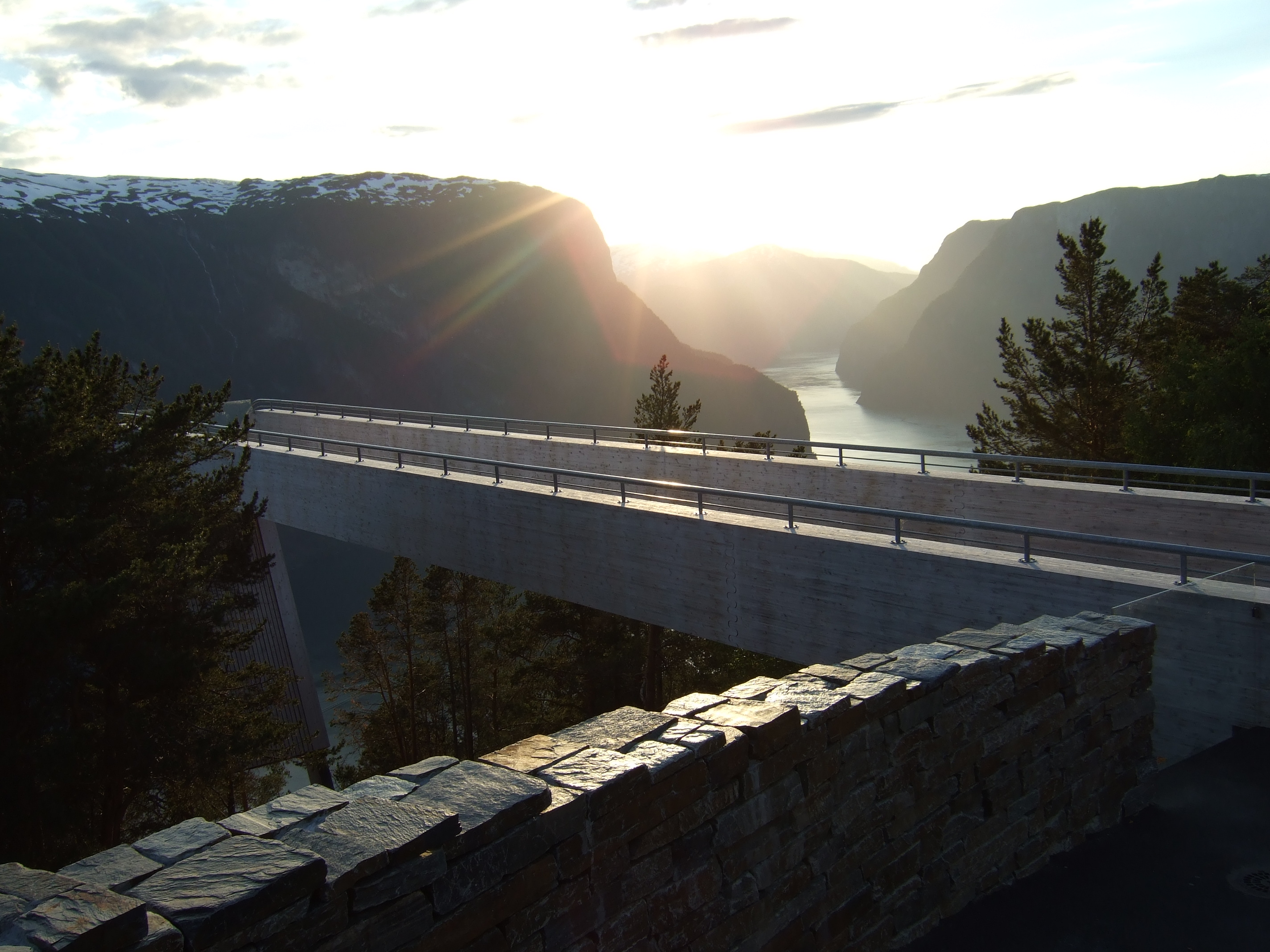
Stegastein Aussichtspunkt mit dem Aurlandsfjord im Hintergrund

Stegastein ist ein Aussichtspunkt in der Gemeinde Aurland in Norwegen. Er befindet sich an der Straße Snøveg rund sechs Kilometer vom Zentrum der Ortschaft Aurlandsvangen entfernt.
Von einem Parkplatz aus führt eine Aussichtsrampe über die Baumwipfel und bietet einen Ausblick auf die tiefer gelegene Ortschaft Aurlandsvangen und den Aurlandsfjord. Die Rampe ist 4 Meter breit und 30 Meter lang und befindet sich in 640 Metern über dem Meer. Die Konstruktion erscheint als Holzkonstruktion, ist allerdings tatsächlich eine mit Lärchenholz verkleidete Stahlkonstruktion. Das Ende der Plattform wird durch eine nach außen geneigte Glasscheibe abgeschlossen, die den Eindruck direkt über dem Aurlandsfjord zu stehen noch verstärkt.
Die Zufahrt ist ganzjährig möglich, da die Wintersperre des Snøveg erst oberhalb des Stegastein erfolgt.
Die Eröffnung erfolgte im Juni 2006.